# Molnár Miklós (író)
Molnár Miklós (írói álnevei: Rohonczi Nóra, Veres Dávid, Pathó Laura, Cseke Imola) (Kecskemét, 1946. január 13. –) József Attila-díjas magyar író, költő, műfordító, publicista.

## Életpályája
Szülei: Molnár Sándor és Horváth Ilona. 1966-1967 között az ELTE BTK magyar-angol szakos hallgatója volt. A hetvenes években több ízben folytatott börtönszociológiai tanulmányokat. 1967 óta fordít. 1978-tól ír kritikákat, tanulmányokat, esszéket, novellákat és verseket, 1989-től publicisztikát is. 1991-ben a francia Kulturális Minisztérium ösztöndíjasa volt. 1994-ben a sikondai nemzetközi műfordítóház megszervezője, 1995-1999 között vezetője volt. 1996-97-ben az Iowai Egyetem vendégírója. 2001-ben néhány hónapig a Savaria Fórum főszerkesztője, azóta szabadúszó.
Többek közt Ambrose Bierce, Raymond Chandler, Stephen Crane, Jacques Derrida, Elizabeth Gaskell, Aldous Huxley, Alan Alexander Milne, Bertrand Russell, Henri Troyat, Mark Twain és Oscar Wilde műveit fordította magyarra.

## Magánélete
1973-1985 között Csontos Katalin volt a párja. Egy lányuk született: Éva (1980). 1986-1989 között Ujvári Andrea volt a felesége. Egy lányuk született: Ilona (1988).

## Művei
- Processzusok (elbeszélések, 1984, 1991)
- Nincs/van tovább (versek, Magvető, Bp., 1988)
- Circulus Maximus. Körutazás Batáviában (regény; Holnap, Bp., 1990)
- A szufi út (esszé, 1998)
- Szajré (regény és novellák, 2000, Kortárs Kiadó)
- Orwell évadján – Naplójegyzetek az 1984-es évekből (2000, Kalligram Kiadó)
- Ébredés egy rémálomból (versek, 2002)
- Bolond Istók bölcsessége (222 szufi példázat, 2005)
- Ha velem jössz, veled megyek – Ráhangolás a szufizmusra (esszé, 2009)
- Bolond Istók csínytevései – üdvösséges tanulságokban bővelkedő eredeti magyar kópéregény huszonegy bakugrásban és egy búcsúkukorékolásban (hasfájásra is jó). Első eresztés (regény, 2014, Napkút Kiadó)
- Egy öreg csavargó klapanciái (versek, 2020, Cédrus Művészeti Alapítvány)
- Rablóulti a pokol tornácán – Lunátikus rövidkék és hosszabbkák (rövidpróza, 2022, Kortárs Kiadó)
- Iszom a levét, hogy élek – Egy légből kapott szerelem törmelékei (versek, 2024, Cédrus Művészeti Alapítvány)

## Műfordításai
- Marie d’Agoult: Boldog és boldogtalan éveim Liszt Ferenccel (1999)
- Mirza Ghulam Ahmad: Az iszlám tanításainak filozófiája (2001)
- Ambrose Bierce: Elbeszélései (1972)
- Wendy Brown: Hogyan bánjunk autista gyermekünkkel (1993)
- Peter Carey: Ned Kelly balladája (2003)
- Raymond Chandler: Kedvesem, isten veled! (1971)
- Stephen Crane: Lélekvesztőn – A kék hotel (1975)
- T. O. Daria: Dása naplója (2009)
- Jacques Derrida: Grammatológia (1989)
- Elizabeth Gaskell: Phillis (2006)
- Peter & Mary Harrison: Misztikus erők (1992)
- Sven Hassel: Monte Cassino (1992)
- Aldous Huxley: Az érzékelés kapui (1990)
- Wilhelm Hünermann: Bátorság és irgalom. Szent Márton életregénye (2014)
- Malee: Tigriskarmok és bársonytalpak (1991)
- Dan Rhodes: Timoleon Vieta hazatér (2004)
- Helen Traubel: Gyilkosság a Metropolitan Operában (1969)
- Henri Troyat: Raszputyin (1998)
- Mark Twain: Vizet mindenki iszik (2007)
- Jean Vernette: Szekták (2003)
- Ellis Weiner: Levelek Alaszkából (1995)
- Oscar Wilde: Az élet titka a művészet (2008)

## Díjai, kitüntetései
- Kassák Lajos-díj (1984)
- József Attila-díj (1990)
- Táncsics Mihály-díj (2011)